# Microlepidoptera.nl
Microlepidoptera.nl, afkorting "ML.nl" is een Nederlands project op het gebied van microvlinders.

## Beschrijving
Het project richt zich op de micro-(nacht)vlinders in Nederland en is van oorsprong een initiatief van vrijwilligers en vormt een samenwerkingsverband met de European Invertebrate Survey en werkt samen met landelijke organisaties zoals NCB Naturalis, de Nederlandse Entomologische Vereniging en De Vlinderstichting.

## Microlepidoptera als vlinders
In de Nederlandse taal zijn er meerdere benamingen voor deze insectengroep in gebruik: kleine vlinders, microvlinders, micro-nachtvlinders, microlepidoptera of de oudere term motten. Zij kennen dezelfde cyclus als de gewone vlinder: ei, rups, pop en vlinder; de morfologie en levenswijze verschilt niet van de gewone vlinder. Microlepidoptera is een kunstmatige (ongeplaatste en niet monofyletische) groep binnen de Lepidoptera.
De soorten hebben over het algemeen een spanwijdte van minder dan 20 mm, en zijn dus moeilijker te identificeren door externe fenotypische markeringen dan macro-lepidoptera (de grotere vlinders, zoals dagvlinders). Zij tonen een aantal leefstijlen die niet aanwezig zijn bij de grotere soorten vlinders, maar dit is niet een essentieel kenmerk. Binnen de volkstaal verdeelde men al sinds de 19e eeuw de Lepidoptera gewoon in kleinere en grotere of in meer-primitieve en minder primitieve-groepen: respectievelijk de Microlepidoptera en Macrolepidoptera.
Verschillende families binnen de Lepidoptera zijn op deze wijze dus ingedeeld in macro's en micro's. De superfamilies Zygaenoidea, Sesioidea en Cossoidea die normaal gesproken in het algemene spraakgebruik worden samengevoegd met "macro" behoren officieel tot de micro's. In Nederland zijn deze soorten echter al langere tijd tot de macro's gerekend. Wereldwijd is de groep van de microlepidoptera aanzienlijk groot: 37 van de ongeveer 47 superfamilies omvat micro's. Deze superfamilies zijn over het algemeen minder populair, omdat de meeste families zo ontzettend groot en divers zijn.
Een aantal bekende cosmopolieten of ubiquisten zijn de meelmot, bruine huismot, witkopmot en de pelsmot.
In Nederland zijn er 46 families bekend, waarvan de Xyloryctidae echter een exotische familie betreft zonder inheemse vertegenwoordigers. Uit Nederland zijn er ongeveer 1470 soorten inheems. Deze kleine vlinders zijn vooral actief in de late schemering, 's nachts en een aantal soorten zijn echter dagactief. Het rupsenstadium kan plaatsvinden als mineerder (veel kleine soorten), als hout- of stengelboorder, vrij levend op plantonderdelen, in een spinsel of in gallen.

## Activiteiten
Het project ondersteunt diverse particuliere initiatieven, werkgroepen en landelijke organisaties met educatief of wetenschappelijk materiaal. Doelen van het project zijn:
- Beschikbaarheid en toegankelijkheid van gegevens voor microlepidoptera in Nederland.
- Hoge kwaliteit door zo groot mogelijke betrouwbaarheid van de gepresenteerde gegevens van de verspreiding en andere kennis van de soorten.
- Samenwerking met bestaande organisaties en deskundigen op het gebied van microlepidoptera in Nederland.
- Kennisbevordering en -uitwisseling over microlepidoptera in Nederland.[1]

In juli 2007 werd ter voorbereiding van het project een excursie georganiseerd in de duinen van Meijendel bij Wassenaar, een jaar later werd de activiteit tot een landelijke excursie gemaakt en werd wederom in hetzelfde gebied georganiseerd. Het onderzoek in de duinvalleien gebeurde vooral in samenwerking met Dunea en de voormalige afdeling Ecologie (nu: Instituut Biologie Leiden, IBL) van de Universiteit Leiden. Deze inventarisaties bracht de fauna van al 120 soorten micro's in kaart in de Zuid-Hollandse duinen. In 2009 werd de landelijke excursie georganiseerd in het Nationaal Park De Meinweg bij Herkenbosch en in 2010 op Schiermonnikoog. Beide excursies verbroken landelijke records, bij de laatste activiteit werden meer dan 260 soorten geregistreerd (bijna 18% van de totale soortenrijkdom in Nederland) in één week tijd. Deze activiteiten staan vooral in het teken van een cursus om kennis en vaardigheden op het gebied van de microlepidopterologische studie uit te diepen.

## Bescherming van fauna
Het project is sinds 2009 zich gaan richten op ecologische verbanden tussen soort en leefomgeving, wat uiteindelijk zal moeten leiden tot een beter beschermingsbeleid van de microvlinders in Nederland. In het kader hiervan verschijnen met regelmaat artikelen in de publiciteit die biologische vraagstukken ter discussie stellen of beantwoorden.